# Позоришна веза
Позоришна веза је југословенски филм из 1980. године. Режирао га је Милорад Лаковић, а сценарио је написао Момчило Ковачевић по мотивима фељтона Живорада Михаиловића.

## Радња
Међународна банда, после успешно обављене пљачке у Бечу, долази у Југославију. Како би се привремено склонили на неутралан терен, један члан банде хоће да после дужег времена, посети болесног оца. Други у Београду сретне старе пријатеље из подземља који му понуде уносан посао. У тај посао се укључује и трећи члан банде. Београдски СУП уз помоћ Интерпола успешно затвара круг око троје криминалаца.

## Улоге
| Глумац                   | Улога                            |
| ------------------------ | -------------------------------- |
| Воја Брајовић            | Драган Стојановић „Лаки“         |
| Растислав Јовић          | Сигмунд Гобецки „Жиги“           |
| Велимир Бата Живојиновић | Виши инспектор Милан             |
| Неда Арнерић             | Косана                           |
| Божидар Павићевић        | Чарли                            |
| Светлана Бојковић        | Лела                             |
| Владан Живковић          | Инспектор Крле                   |
| Миодраг Крстовић         | Инспектор                        |
| Душан Јанићијевић        | Полицијски начелник              |
| Столе Аранђеловић        | Станодавац Веља                  |
| Милош Кандић             | Железничар Љубомир Делић „Дрвце“ |
| Раде Вукотић             | Валенце                          |
| Марко Тодоровић          | Косанин отац                     |
| Павле Вуисић             | Пијанац                          |
| Драгомир Фелба           | Ноћни чувар у позоришту          |
| Горан Султановић         | Фотограф                         |
| Радмила Гутеша           | Очевидац пљачке                  |
| Надежда Вукићевић        | Сестра у старачком дому          |
| Страхиња Мојић           | Полицајац у цивилу               |
| Предраг Милинковић       | Келнер                           |
| Мелита Бихали            | Шанкерица                        |
| Драгомир Станојевић      | Роки                             |
| Столе Новаковић          | Ноћни чувар у банци              |
| Мирјана Николић          | Станодавка                       |